# Гайтукаев, Лом-Али Ахмедиевич
Лом-Али́ Ахмеди́евич Гайтука́ев (1958, Ачхой-Мартан, СССР — 2017) — чеченский криминальный авторитет и бизнесмен, фигурант ряда громких уголовных дел.

## Биография
Лом-Али Гайтукаев родился в селе Ачхой-Мартан Чечено-Ингушской АССР. В школе учился плохо, по его собственному признанию, сделанному во время интервью телепередаче «Криминальная Россия», он не знал даже таблицу умножения.
В настоящее время, как пишут некоторые СМИ, в родном селе, где Гайтукаев не появлялся много лет, о нём вспоминают с опаской и уважением.
После распада Советского Союза в 1991 году родина Гайтукаева — Чечня— объявила о своей независимости от Российской Федерации. Гайтукаев решил этим воспользоваться и наряду со многими своими согражданами стал заниматься махинациями, целью которых было хищение денежных средств из Центрального банка Российской Федерации, и которые впоследствии станут известны во всём мире как «чеченские авизо». Для прикрытия своей преступной деятельности он создал совместное российско-австрийское предприятие, а также получил греческое гражданство и зарегистрировался в городе Салоники.

## Гайтукаев и «чеченские авизо»
Гайтукаев познакомился с сотрудником Восточно-Сибирского банка Владимиром Новиковым, ответственным за поиск клиентуры для банка. Он согласился проводить к руководству банка фальшивые авизовки.
Гайтукаев, приезжая на время операции по хищению денег, останавливался в гостинице «Интурист». 3 июня 1992 года Гайтукаева и нескольких его сообщников задержали в номере гостиницы сотрудники отдела по борьбе с незаконным оборотом наркотиков. Во время проведения обыска один из охранников Гайтукаева попытался бежать с пакетом, в котором находилась крупная сумма денег, но получил тяжёлое огнестрельное ранение. В пакете было обнаружено 3 миллиона рублей в деньгах 1992 года в упаковках одного известного московского банка. По всем контактам Гайтукаева в Москве были проведены обыски, давшие неожиданный результат — вместо искомых наркотиков у них у всех были обнаружены огромные суммы денег. Деньги нашли даже в личном автомобиле Гайтукаева марки «Мерседес». Тогда дело было передано в отдел по борьбе с экономическими преступлениями. На следующий день были арестованы Новиков и ещё один сообщник Гайтукаева, Норик Месумян.
Расследование дела было тяжёлым: все подозреваемые свою причастность к махинациям отрицали, улик катастрофически не хватало. Когда подозреваемых уже готовы были выпустить за недоказанностью их вины, у сотрудников отдела по борьбе с незаконным оборотом наркотиков были обнаружены расшифровки аудиозаписей разговоров Гайтукаева, Новикова и Месумяна, сделанные их подслушивающими устройствами. Показания нескольких сообщников Гайтукаева, так ни в чём и не признавшегося, позволили восстановить схему операций с авизовками: Гайтукаев изготавливал поддельные печати и бланки, затем через человека, имевшего связи в банковских кругах (Месумяна) передавал фальшивые авизовки человеку, работавшему в банке, и бывшему с ним в сговоре (Новикову), а тот убеждал в выгодности перевода и обналичивания дирекцию банка. В расчётно-кассовый центр Центробанка авизовки должны были приходить спецпочтой, но Гайтукаев и Месумян воспользовались неразберихой, царившей тогда во всех учреждениях страны, и сумели получить по поддельным авизовкам огромные деньги — сотни миллионов рублей. Украденные деньги мошенники хранили в десятитонном морском контейнере, установленном в одном из московских дворов. Следующую авизовку Гайтукаев собирался оценить в один миллиард рублей, но был задержан.
Новиков до суда не дожил, скончавшись в следственном изоляторе, а Гайтукаев и Месумян стали первыми подсудимыми, которых судили за кражу денег из главного банка страны. 30 ноября 1993 года суд приговорил Гайтукаева к 7 годам лишения свободы с конфискацией имущества.

## Гайтукаев и дело Корбана
После освобождения Гайтукаев организовал так называемое межрегиональное общественное движение за развитие культурных и общественно-политических связей с Чеченской республикой «Новое время». Имелись данные о том, что он был одним из лидеров так называемой Лазанской (Алазанской) организованной преступной группировки.
В феврале 2006 года Гайтукаев получил заказ на убийство председателя правления компании ООО «Славутич-Регистратор» Геннадия Корбана. Личность заказчика так и не была установлена. Гайтукаев нашёл исполнителя преступления Арсена Джамбураева, которому чуть позже передал в гостинице города Днепропетровска «Рассвет» оружие — автомат Калашникова, 80 патронов к нему, а также тысячу долларов в качестве задатка. Преступники следили за бизнесменом. 19 марта 2006 года Джамбураев открыл огонь из автомата, Гайтукаев, по версии следствия, лично отдал команду стрелять киллеру. Корбан остался жив лишь благодаря тому, что его автомобиль был бронированным, ранение получил лишь его охранник.
Гайтукаева задержали сотрудники Федеральной Службы Безопасности в январе 2007 года. Показания против него дал Джамбураев, арестованный практически сразу же после покушения и осуждённый в декабре 2006 года к 14 годам лишения свободы. Поскольку Гайтукаев в то время уже являлся гражданином России, его уголовное дело рассматривалось в Московском городском суде. Гайтукаев убеждал суд в том, что на Украине занимался исключительно бизнесом и сбором информации о чеченских группировках для российских спецслужб. 27 марта 2007 года на выходе из зала суда был застрелен бывший деловой партнёр Корбана Максим Курочкин. По версии следствия, он мог быть заказчиком покушения. Гайтукаев впрямую заявлял о причастности Корбана к убийству Курочкина, но подтверждений этому не нашлось. 20 февраля 2008 года суд приговорил его к 15 годам лишения свободы, хотя обвинитель настаивал на 17-летнем сроке. Приговор вступил в законную силу.

## Дальнейшая судьба
Несмотря на осуждение, фамилия Гайтукаева часто появляется в средствах массовой информации. В частности, в сентябре 2008 года он заявил о том, что он доподлинно знает о том, что за убийство журналистки Анны Политковской киллерам было заплачено 2 миллиона долларов.
А в декабре 2009 года Гайтукаев заявил о том, что он помог российским спецслужбам в ликвидации известного террориста Шамиля Басаева.
2 сентября 2011 года было сообщено о том, что у следствия имеются данные, что Гайтукаев является непосредственным организатором убийства Анны Политковской. В частности, отмечалось, что Гайтукаев специально для этих целей создал преступную группу, в которую вошли бывший подполковник милиции Дмитрий Павлюченков, бывший сотрудник ЦРУБОП ГУВД Москвы ранее судимый Сергей Хаджикурбанов и племянники Гайтукаева Махмудовы. В июне 2014 года Московский городской суд приговорил Лом-Али Гайтукаева и киллера Рустама Махмудова к пожизненному заключению в колонии особого режима. Умер в колонии 10 июня 2017 года.